# Nova Kakhovka
Nova Kakhovka (en ukrainien : Нова Каховка) ou Novaïa Kakhovka (en russe : Новая Каховка) est une ville de l'oblast de Kherson et du raïon de Kakhovka, dans le sud de l'Ukraine. Sa population s'élevait à 44 427 habitants au 1er janvier 2022.
Son importance vient de ce qu'elle commande un barrage sur le Dniepr avec centrale hydroélectrique, ainsi que l'entrée du canal de Crimée du Nord[pas clair].

## Géographie
Nova Kakhovka est un important port fluvial sur la rive gauche du Dniepr qui forme ici le réservoir de Kakhovka. Elle est située à 57 km à l'est-nord-est de Kherson et à 460 km au sud-est de Kiev

## Histoire
Nova Kakhovka a été fondée le 28 février 1952, sur le site du village de Klyoutchevoïe, qui existait depuis 1891, près du barrage de la centrale hydroélectrique de Kakhovka dont les travaux avaient commencé en 1947.
La ville nouvelle a été bâtie pour les travailleurs employés à la construction de la centrale hydroélectrique et nommée dès l'origine Nova Kakhovka, car elle se trouve à 15 km de Kakhovka, et ce nom lui est resté. Une fois la construction de la centrale électrique terminée, la plupart des travailleurs sont restés là.
Nova Kakhovka est le site du festival annuel de musique internationale le plus populaire de la région : Tavriys'ki hry (en ukrainien : Таврійські ігри).

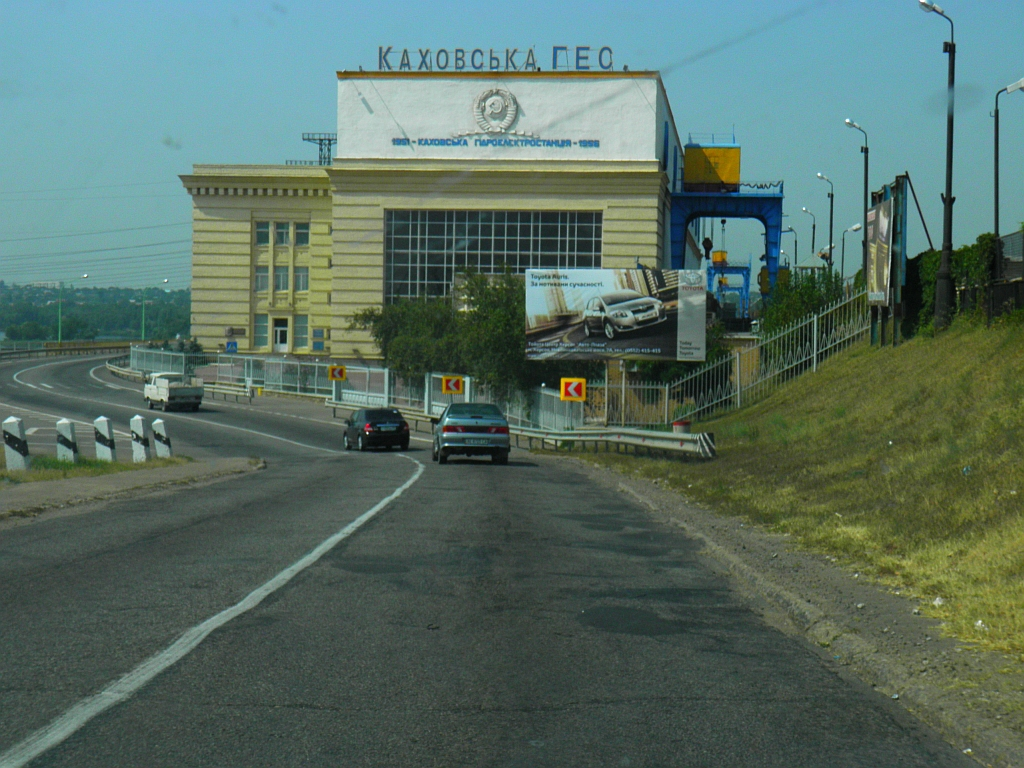
route E58/P 47 sur le barrage.

Le 24 février 2022 au soir, la ville est prise par les forces armées de la fédération de Russie dans le cadre de leur invasion de l'Ukraine. Le 13 août 2022, les forces ukrainiennes frappent la route qui passe sur le barrage.

## Population
Au recensement de 2001, la population de l'agglomération de Nova Kakhovka s'élevait à 75 392 habitants.
Recensements (*) ou estimations de la population :
| 1959*  | 1970*  | 1979*  | 1989*  | 2001*  | 2011   |
| ------ | ------ | ------ | ------ | ------ | ------ |
| 19 885 | 39 250 | 52 325 | 56 549 | 52 137 | 48 298 |

| 2012   | 2013   | 2014   | 2015   | 2016   | 2017   |
| ------ | ------ | ------ | ------ | ------ | ------ |
| 48 038 | 47 852 | 47 638 | 47 286 | 46 906 | 46 459 |

| 2018   | 2019   | 2020   | 2021   | 2022   | - |
| ------ | ------ | ------ | ------ | ------ | - |
| 46 044 | 45 819 | 45 422 | 45 069 | 44 427 | - |

## Économie

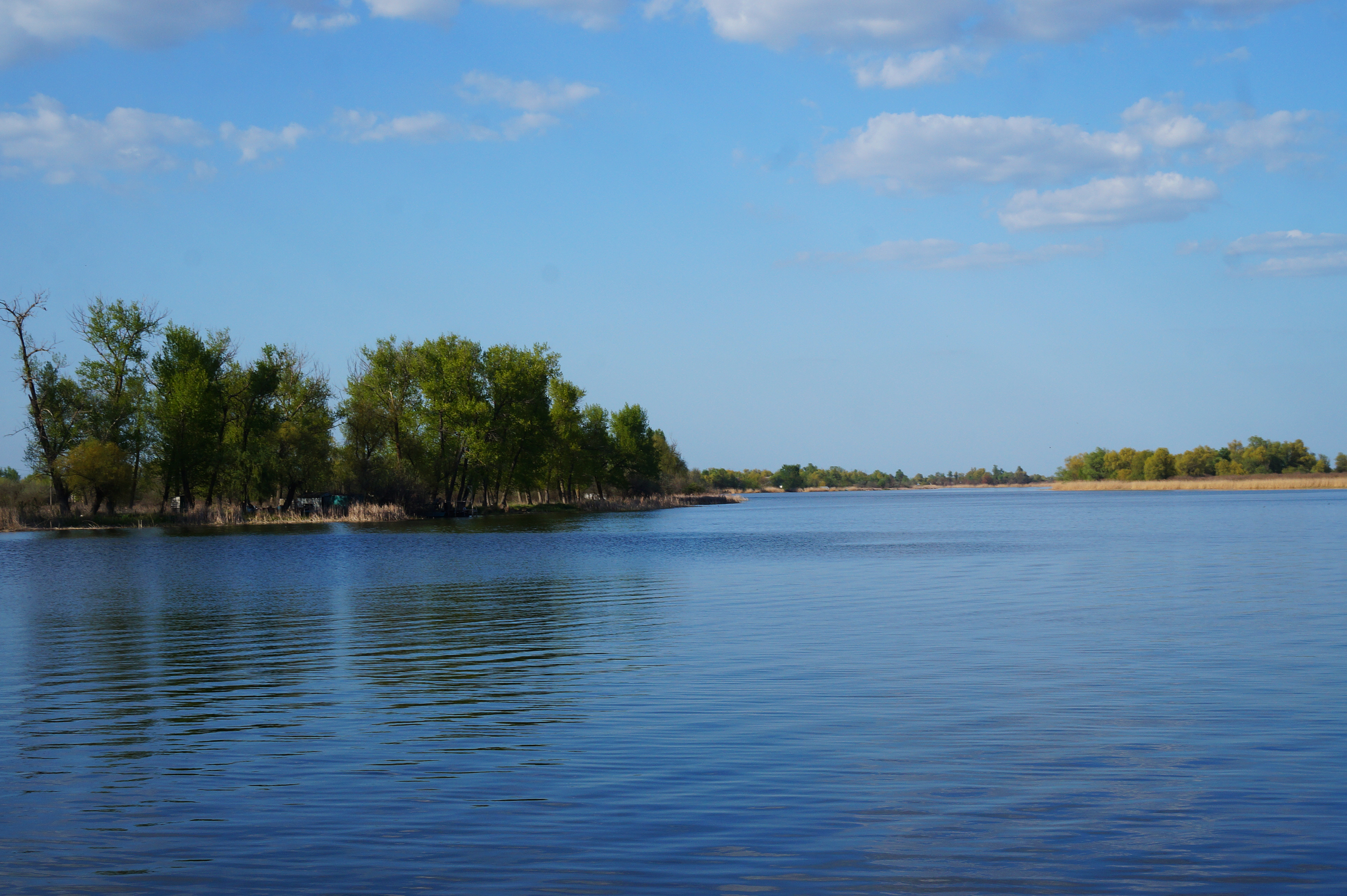
La réserve naturelle.

La principale entreprise de la ville est la centrale hydroélectrique, d'une puissance de 1,17 MW. Le Parc national du Dniepr inférieur.

## Transports
Nova Kakhovka se trouve à 117 km de Kherson par le chemin de fer avec sa gare à Tavriisk et à 78 km par la route, la ville a un port fluvial.

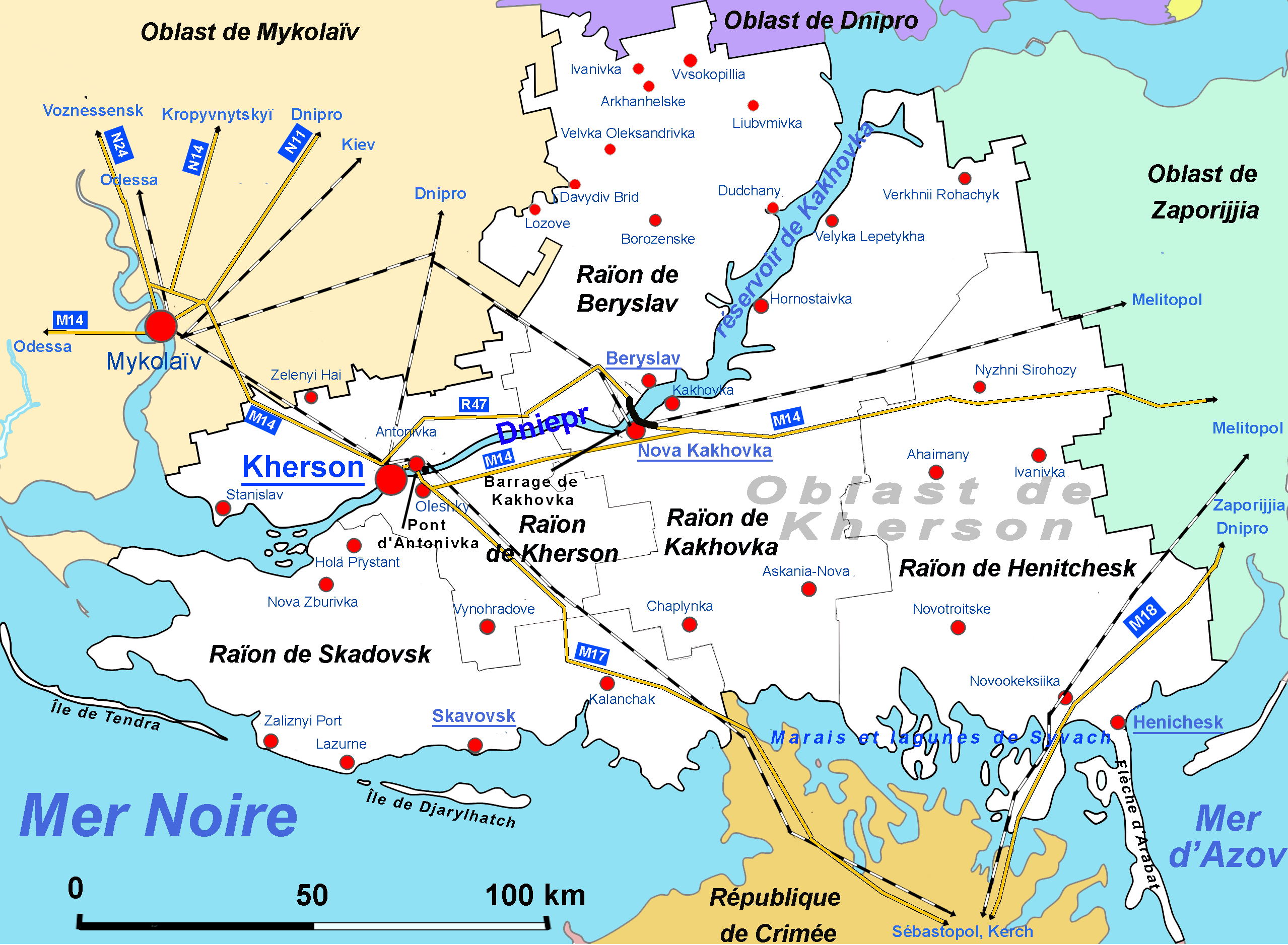
Nova Kakhovka est à peu près au centre de l'oblast de Kherson (fond blanc).

## Galerie d'images

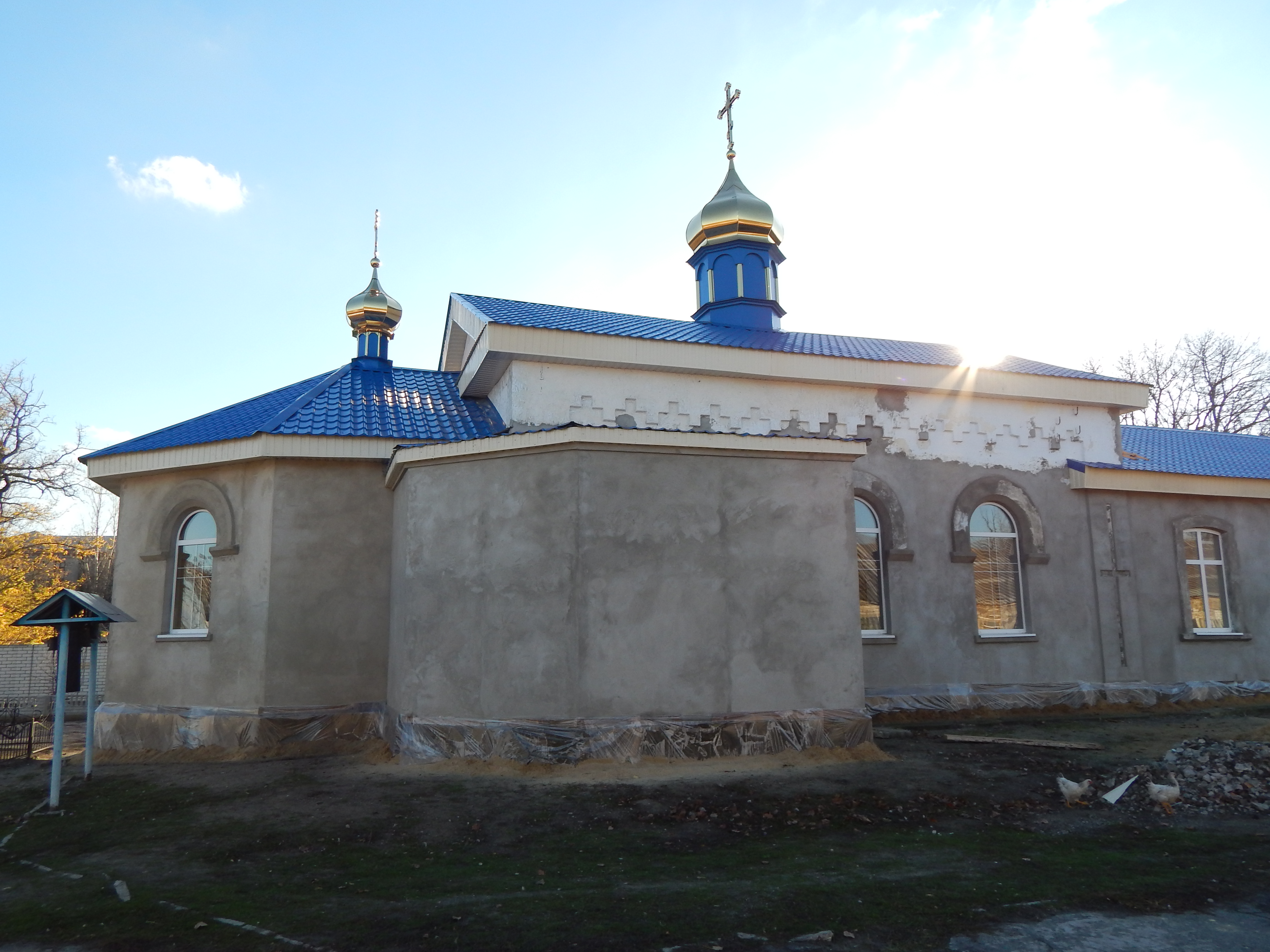
monastère de Korsoun, classé[4].
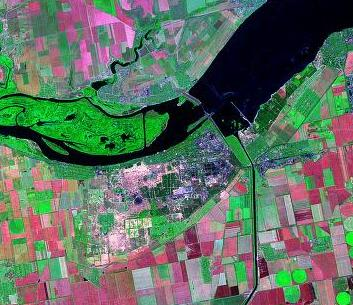
Image Landsat de Nova Kakhovka (c. 2000).
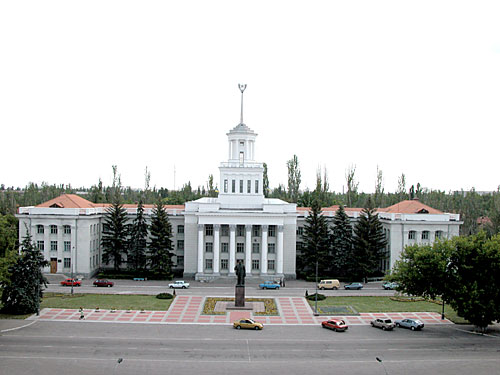
Centre administratif de Nova Kakhovka, classé[5].
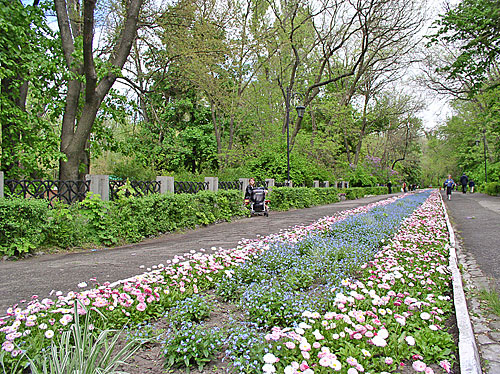
Parc public à Nova Kakhovka.
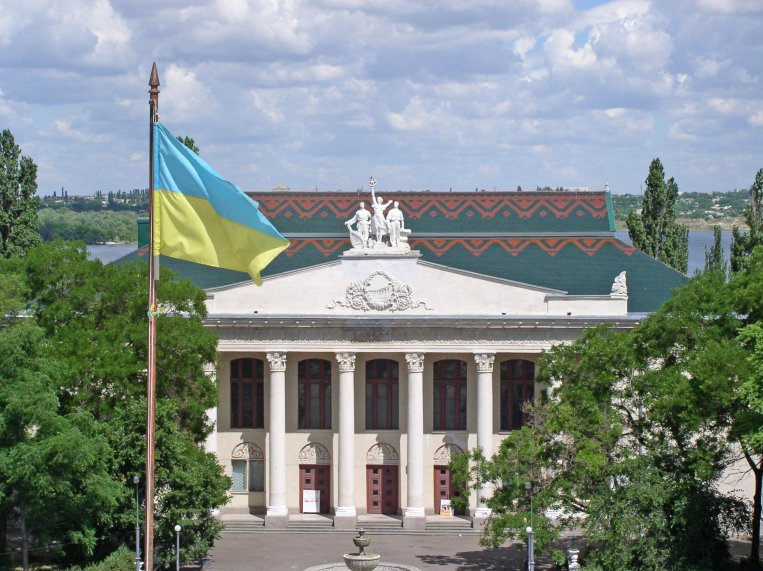
Palais de la culture de Nova Kakhovka.
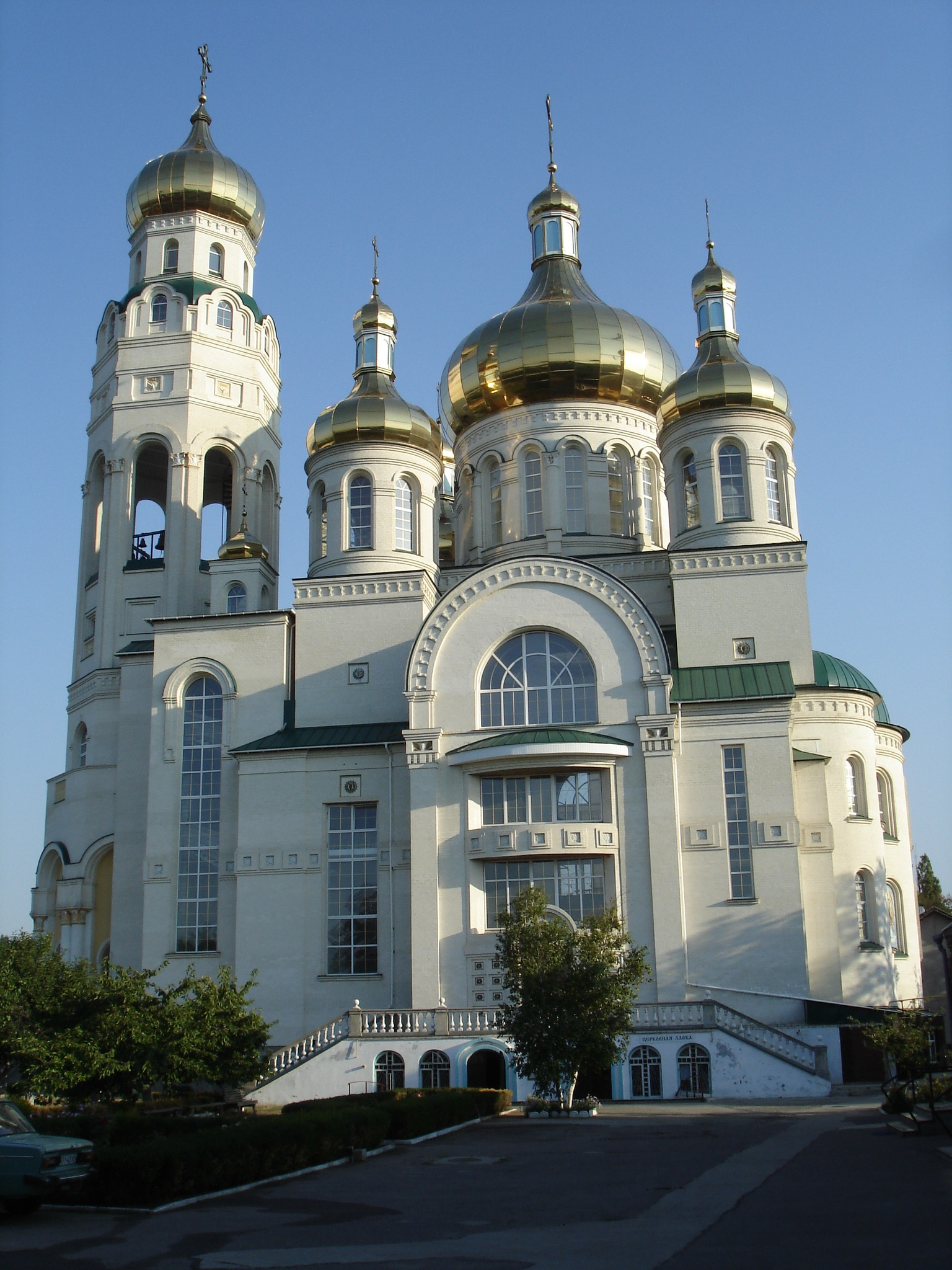
Façade de l'église Saint-André.

## Jumelages
- Saint-Étienne-du-Rouvray (France)

## Personnalités
Sergueï Bebechko,(1968), joueur et entraîneur de handball, champion olympique.